# 安棚镇
安棚镇，是中华人民共和国河南省南阳市桐柏县下辖的一个乡镇级行政单位。

## 行政区划
安棚镇下辖以下地区：
安棚村、中王湾村、泰山庙村、李湾村、陶庄村、岭东村、胡岗村、安岭村、尹庄村、大倪岗村、雷沟村、万岗村、周岗村、张楼村、吕庄村和朱洼村。